# Natalija Šipek
Natalija Šipek (* 19. Dezember 1996) ist eine ehemalige slowenische Tennisspielerin.

## Karriere
Šipek spielte vor allem Turniere des ITF Women’s Circuit, wo sie einen Titel im Doppel gewann.

## Turniersiege

### Doppel
| Nr. | Datum        | Turnier | Kategorie   | Belag | Partnerin     | Finalgegnerinnen            | Ergebnis         |
| --- | ------------ | ------- | ----------- | ----- | ------------- | --------------------------- | ---------------- |
| 1.  | 23. Mai 2015 | Velenje | ITF $10.000 | Sand  | Nina Potočnik | Anna Klasen Yvonne Neuwirth | 4:6, 6:3, [10:4] |